# Mike Brown (rugbista)
Michael Noel Brown (Southampton, 4 de septiembre de 1985) es un exjugador británico de rugby que se desempeñaba como fullback.

## Carrera
Su primer partido con la selección de Inglaterra fue contra Sudáfrica en Bloemfontein el 26 de mayo de 2007. Actualmente juega para los Harlequins.
Después de jugar dos partidos con Inglaterra en una gira por Sudáfrica en 2007, su carrera internacional se vio detenido después del viaje a Nueva Zelanda en 2008. 
No alcanzó de nuevo nivel internacional hasta el año 2011, cuando fue decisivo para lograr la victoria en la Heineken Cup contra el Toulouse. Fue elegido para el Torneo de las Seis Naciones 2012, actuando más bien de sustituto.
Ha jugado como titular los cinco partidos del Torneo de las Seis Naciones 2013. Ha sido el tercer jugador que hizo más metros, en concreto 347 m. En la quinta jornada, contra Gales, frenó con una francesa a North, que marchaba raudo y veloz a ensayar.
Se consagró campeón con su club en la temporada 2011-12 de la Aviva Premiership.
Seleccionado para jugar con Inglaterra la Copa Mundial de Rugby de 2015, hizo dos ensayos en el partido inaugural contra Fiyi, lo que, junto a los 172 metros recorridos, le valió ser elegido por los aficionados (a través de Twitter) como "Hombre del partido" (Man of the Match)..En 2016 tras la llegada del seleccionador Eddy Jones se proclamaron campeones del seis naciones incluyendo el Gran Slam. En 2017 mantuvieron la racha de victorias que les hizo llevar hasta el récord de los All Black con 18 consecutivas, dando lugar a la consecución del 6 naciones, pero en la última jornada perdieron ante Irlanda perdiendo la posibilidad de alzarse con el Gran Slam